# Emma Albertazzi
Pour les articles homonymes, voir Albertazzi.
Emma Albertazzi (1er mai 1814 - 25 septembre 1847) est une musicienne et contralto anglaise.

## Biographie
Née Emma Howson, elle est la fille de Francis Howson, professeur de musique britannique. Élève du compositeur, chef d'orchestre et directeur musical italien Michael Costa, elle commence à étudier la musique à l'âge de 14 ans par l’apprentissage du piano avant de se concentrer sur sa voix.
Ses deux frères et chanteurs Frank et John Howson ont apporté d'importantes contributions à l'histoire de l'opéra des années 1840 à 1860 en Australie.
Elle est la tante de la soprano et professeure de chant Emma Howson, membre de la troupe musicale The Howson dans les années 1870.

## Carrière professionnelle
En 1829, l’artiste réalise ses débuts sur la scène de l’Argyll Rooms (en) à Londres. Elle est engagée par le Her Majesty's Theatre en 1830, puis s’installe en 1831 à la Piacenza en Émilie-Romagne où elle épouse l'avocat italien Signor Albertazzi. En Italie, Emma devient l’élève de la soprano Giuditta Pasta.
Elle chante à La Scala de Milan en 1831, à Madrid en 1833 et à Paris au Théâtre des Italiens en 1830, 1835 et 1837.
L’année 1837 marque son retour à Londres. La contralto apparaît notamment dans la première mondiale de Falstaff dirigé par Michael William Balfe, le 19 juillet 1838.
Emma Albertazzi se produit sur différentes scènes italiennes dans les années 1840. En octobre 1846, elle est à l’affiche des premières mondiales de l'opéra d'Edward Loder, The Wilis ou The Night Dancers au Princess's Theatre de Londres. Elle y interprète Giselle aux côtés de la poétesse britannique Sarah Flower Adams dans le rôle de Bertha. En fin de représentation, alors qu'elle quitte la scène, sa robe s'enflamme. Le feu est rapidement maitrisé et la cantatrice ne souffre aucunement, juste une frayeur qui a rappelé à tous le funeste destin de Clara Webster. La musicienne donne un premier concert d'adieu à Londres en 1846, avant la représentation finale de The Wilis, le 7 janvier 1847.
Elle meurt à l’âge de 33 ans des suites d’une méningite tuberculeuse, le 25 septembre 1847.